# Willem Frederik Kymmell
Willem Frederik Kymmell (Havelte, 21 februari 1789 - aldaar, 6 juni 1863) was een Nederlandse burgemeester.

## Leven en werk
Kymmel was een zoon van de burgemeester van Havelte Wolter Kymmell en Annetje Eisen. Hij volgde in 1824 zijn broer Hieronymus Wolter op, die in dat jaar op 45-jarige leeftijd was overleden. Hij was tevens secretaris van de gemeente Kymmell, hetgeen hij na zijn ontslag als burgemeester nog tot 1 januari 1858 zou blijven, waarna ook daarin zijn opvolger als burgemeester, Hulst, hem opvolgde. Hij was van 1831 tot 1862, een jaar voor zijn overlijden, lid van Provinciale Staten van Drenthe.
Het oordeel van de toenmalige gouverneur van Drenthe, François van Harencarspel Eckhardt, in 1841 over burgemeester Kymmell was weinig vleiend: niet zeer kundig, als weinig opleiding hebbende genoten, wat traag en onverschillig, zonder vooruitgang; overigens van een goed karakter.
In 1844 was hij medeoprichter van het Genootschap ter Bevordering van de Landbouw in Drenthe.
- Biografisch Portaal: 38532705